# Catcher In The Spy
『Catcher In The Spy』（キャッチャー・イン・ザ・スパイ）は、日本のバンドUNISON SQUARE GARDENの5作目のフルアルバム。2014年8月27日発売。

## 概要
- 前作『CIDER ROAD』より1年6ヶ月ぶりのフルアルバム。前作以降のシングル表題曲「桜のあと (all quartets lead to the?)」と「harmonized finale」を含む全12曲を収録。

- 初回限定盤には、2014年3月23日にZepp Tokyoで開催された「UNISON SQUARE GARDEN TOUR 2014 “桜のまえ”」のライブ音源CD、同年12月18日に下北沢CLUB Queで開催予定のプレミアムライブ招待チケットが当たる応募券[注 1]、およびUNISON SQUARE GARDEN TOUR 2014「Catcher In The Spy」のチケット先行予約応募券を封入。

- ピアノ・ストリングス・ホーンを多用した前作とは一変し、今作はそれらの楽器を極力抑えたバンドサウンドが主体の構成となっている[1]。

- ジャケットの電球の下の手は初回盤、通常盤共に田淵智也の手である。また、裏面の長時間露光で作られた「Catcher In The Spy」の文字は鈴木貴雄が作ったものである。

## 楽曲について
※シングル表題曲はリンク先を参照のこと。
天国と地獄
本作のリード曲。発売前の2014年8月3日にYouTubeでMVが公開された。監督はフカツマサカズ、出演は奥野瑛太。黒澤明監督の同名の映画と同じスタジオで撮られた。
また、10周年記念アルバム『DUGOUT ACCIDENT』にも収録されている。
instant EGOIST
間奏に「23:25」のタイトルのヒントとなる形で、同曲のイントロのフレーズが使われている。

## 収録曲について

### Disc1
| 全作詞・作曲: 田淵智也、全編曲: UNISON SQUARE GARDEN。 |                                                                                                   |          |            |      |
| #                                                      | タイトル                                                                                          | 作詞     | 作曲・編曲 | 時間 |
| 1.                                                     | 「サイレンインザスパイ」                                                                          | 田淵智也 | 田淵智也   | 2:54 |
| 2.                                                     | 「シューゲイザースピーカー」                                                                      | 田淵智也 | 田淵智也   | 4:00 |
| 3.                                                     | 「桜のあと (all quartets lead to the?)」(アニメ『夜桜四重奏 ～ハナノウタ～』オープニングテーマ)   | 田淵智也 | 田淵智也   | 4:45 |
| 4.                                                     | 「蒙昧termination」                                                                               | 田淵智也 | 田淵智也   | 3:18 |
| 5.                                                     | 「君が大人になってしまう前に」                                                                    | 田淵智也 | 田淵智也   | 5:45 |
| 6.                                                     | 「メカトル時空探検隊」                                                                            | 田淵智也 | 田淵智也   | 3:26 |
| 7.                                                     | 「流れ星を撃ち落せ」                                                                              | 田淵智也 | 田淵智也   | 3:01 |
| 8.                                                     | 「何かが変わりそう」                                                                              | 田淵智也 | 田淵智也   | 4:10 |
| 9.                                                     | 「harmonized finale」(松竹／ティ・ジョイ配給アニメ映画『劇場版 TIGER＆BUNNY -The Rising-』主題歌) | 田淵智也 | 田淵智也   | 5:16 |
| 10.                                                    | 「天国と地獄」                                                                                    | 田淵智也 | 田淵智也   | 3:46 |
| 11.                                                    | 「instant EGOIST」                                                                                | 田淵智也 | 田淵智也   | 3:55 |
| 12.                                                    | 「黄昏インザスパイ」                                                                              | 田淵智也 | 田淵智也   | 4:42 |
| 合計時間:                                              | 合計時間:                                                                                         | 49:18    |            |      |

### Disc2 (初回限定盤)
UNISON SQUARE GARDEN TOUR 2014 “桜のまえ” at Zepp Tokyo 2014.03.22
| #         | タイトル                                  | 作詞  | 作曲・編曲 | 時間 |
| --------- | ----------------------------------------- | ----- | ---------- | ---- |
| 1.        | 「メッセンジャーフロム全世界」            |       |            | 2:22 |
| 2.        | 「23:25」                                 |       |            | 5:13 |
| 3.        | 「kid, I like quartet」                   |       |            | 4:50 |
| 4.        | 「セク×カラ×シソンズール」                |       |            | 4:45 |
| 5.        | 「流星のスコール」                        |       |            | 5:08 |
| 6.        | 「ため息 shooting the MOON」              |       |            | 4:33 |
| 7.        | 「マスターボリューム」                    |       |            | 3:18 |
| 8.        | 「きみのもとへ」                          |       |            | 5:05 |
| 9.        | 「ドラムソロ～セッション」                |       |            | 5:13 |
| 10.       | 「シャンデリア・ワルツ」                  |       |            | 5:19 |
| 11.       | 「ワールドワイド・スーパーガール」        |       |            | 4:01 |
| 12.       | 「場違いハミングバード」                  |       |            | 4:57 |
| 13.       | 「桜のあと (all quartets lead to the？)」 |       |            | 5:04 |
| 合計時間: | 合計時間:                                 | 59:48 |            |      |